# Carl Yngve Sahlin
Carl Yngve Sahlin (Fröskogs, parròquia a Älvsborg, 4 de març de 1824 - Estocolm, 29 de maig de 1917) va ser un filòsof suec. Va ser el pare de director general Reinhold Mauritz Sahlin i besavi de l'antiga vicerectora de la Universitat d'Uppsala, professora Kerstin Sahlin.
S'educà en les escoles de Karlstad i Uppsala, i en la Universitat d'aquesta última població es graduà en filosofia el 1851, i al cap de dos anys fou nomenat repetidor de filosofia; el 1862 titular de filosofia teorètica de la Universitat de Lund, i el 1864 de filosofia pràctica de la d'Uppsala, havent-se retirat de l'ensenyança el 1894. Va pertànyer a l'Acadèmia de Suècia, a la Societat Reial i a la d'Humanistes d'Uppsala; col·laborà al Nordisk Tidskr., Vart Land, en les sèries d'estudis publicats com a homenatge a la memòria de Bostrom i en obsequi al seu coetani i deixeble E. Burman, contribuint a la primera amb la seva monografia Métode filosòfic segons Bostrom (1897) i a la segona amb una Sinopsi de les principals formes de la vida social (1910).
Els seus primers treballs havien estat aquests:
- Condicions de possibilitat d'una filosofia pràctica (1855);
- La principal contrarietat en el món (1856);
- Formes fonamentals de l'ètica (1869).

Més tard donà a la llum diferents estudis històric-crítics com:
- Om det Stoiska högmodet (1875);
- Ofverensstämmer Platos sedolära med Kristendomen (Uppsala, 1875);
- Kants, Scheleiermachers och Boströms etiska grund tankar, Om subjektivl och objektivt betraktelsesätt i filosofien (1877);
- Fichte (1888);
- R. Eucken (1909);
- Schweed. Filosof. (1911), i d'altres doctrinals en què exposa modernitzada la filosofia del seu mestre Bostrom, el gran pensador nacional de Suècia:
- Om det inre o det yttre (1879);
- Om grundformerma i logiken (1883-84);
- Om positiv och negativ lagbestämdhet, Några tankar om manniska och samhället (1887);
- Om brytningspunkten i vår tids filosofi (1888);
- Om det inre lifvet (1893), i d'altres treballs menors com la Relativitat del món (1889) i El conflicte tràgic en la <Antígona> de Sòfocles (1889).